# Phronesis
La phronesis, in greco antico: φρόνησις?, che corrisponde al termine italiano saggezza, è quella particolarità del sapere, utile a orientare la scelta, che viene distinto dalla σοφία (sofìa), dalla sapienza, che indica il possesso della perfezione spirituale teorica, quella stessa che nella saggezza costituisce il fondamento  volto al comportamento morale e all'azione pratica. Termine connesso a phronesis è quello di sophrosyne, che indica, secondo Aristotele, quel comportamento moderato che caratterizza la saggezza.

## La concezione intellettualistica della morale
Nella concezione intellettualistica che ha Socrate del bene i due termini (φρόνησις/σοφία) si confondono: egli, infatti, «non distingueva σοφία e σωφροσύνη [temperanza], ma considerava saggio e temperante colui che, conoscendo le cose belle e buone, sapesse servirsene, conoscendo le brutte, sapesse guardarsene».
Anche in Platone il termine phronesis viene talora sostituito con sophia, ma mantiene il medesimo significato del possesso di una scienza che serva a indirizzare nelle scelte pratiche e a realizzare il bene. Colui che pratica la phronesis, conciliando saggezza e vita pratica, sarà anche in grado di bene operare nella vita politica.

## Phronesis e sofia
In Aristotele i due termini vengono nettamente distinti: per cui la φρόνησις è definita come «una disposizione vera, accompagnata da ragionamento, che dirige l’agire e concerne le cose che per l’uomo sono buone e cattive». Essa, cioè, indirizza l'azione al conseguimento dei particolari mentre la  sapienza (σοφία) s'interessa degli universali, della conoscenza di quelle realtà ideali eterne che la caratterizzano come il sapere più alto che l'uomo possa raggiungere: 
Mentre dunque per la filosofia teoretica il fine unico da conseguire è la verità riguardo alla realtà immutabile delle cose, così come sono; per la φρόνησις, la verità non è il fine ma il mezzo, affinché con l'azione indirizzata dalla conoscenza, le cose possano essere mutate in meglio.  
In particolare la saggezza (φρόνησις) non indica quali debbano essere i fini dell'azione umana, ma solo come raggiungerli: la virtù indicherà qual è lo scopo giusto e la saggezza indicherà i mezzi opportuni per conseguirlo: la scelta giusta dovrà quindi avvalersi sia della virtù che determina il fine, sia della saggezza che ci indicherà quali azioni ci permetteranno di raggiungerlo.
Il saggio sa qual è il bene dell'uomo e allora deve agire in modo da ottenerlo; se non lo fa vuol dire che non è veramente saggio e che la sua volontà ha fallito: quindi l'intellettualismo socratico erra quando ritiene che basta conoscere il bene per farlo e che il male è la conseguenza dell'ignoranza che ci fa apparire bene ciò che è male. In realtà, sostiene Aristotele, si può conoscere il bene ma non avere la capacità di realizzarlo poiché per applicare la phronesis nel mondo reale, in modo concreto, in situazioni inaspettate, si richiedono esperienza e maturazione:
Cicerone tradurrà phronesis con prudentia
(Cicerone, I doveri (De officiis) I, 153,)